# グレネルグ・トラム
グレネルグ・トラム（英語: Glenelg tram）は、南オーストラリア州で公共交通機関を運営するアデレード・メトロが所有する路面電車路線である。1958年11月22日に市内の路面電車網が廃止されて以降、アデレードに残る唯一の路面電車となっている。

## 歴史

### 民間企業時代

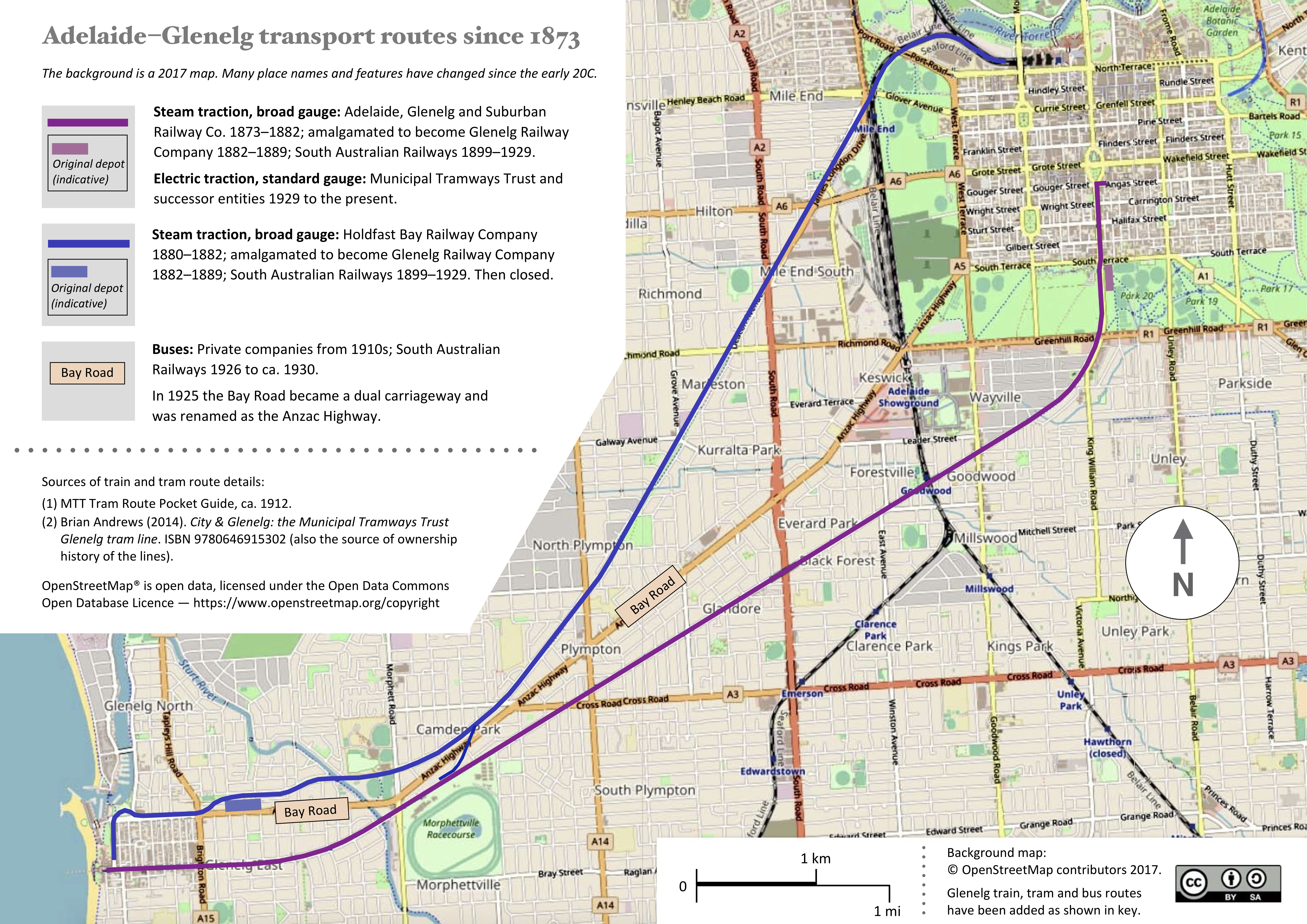
グレネルグ・トラムと旧ホールドファスト・ベイ鉄道の路線図
紫色の線はグレネルグ・トラム、青色の線は旧ホールドファスト・ベイ鉄道

グレネルグ・トラムのルーツは、1873年4月2日に開業した私鉄のグレネルグ・サブアーバン鉄道（Glenelg & Suburban Railway Company）に遡る。路線は1,600 mmの非電化路線で、蒸気機関車が客車や貨車を牽引していた。一方1880年5月24日には並行路線であるホールドファスト・ベイ鉄道が南オーストラリア鉄道（SAR, South Australian Railways）の路線を使って営業運転を開始したが、1882年に両社は合併し新たにグレネルグ鉄道（Glenelg Railway Company）となり、1889年に南オーストラリア鉄道に吸収された。

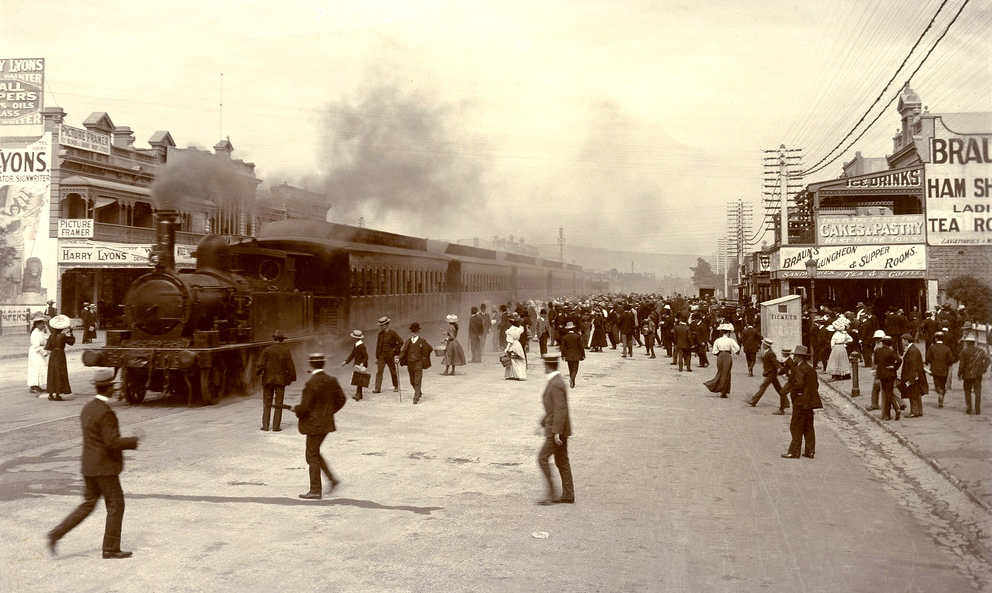
蒸気機関車が使用されていた頃のグレネルグ・トラム
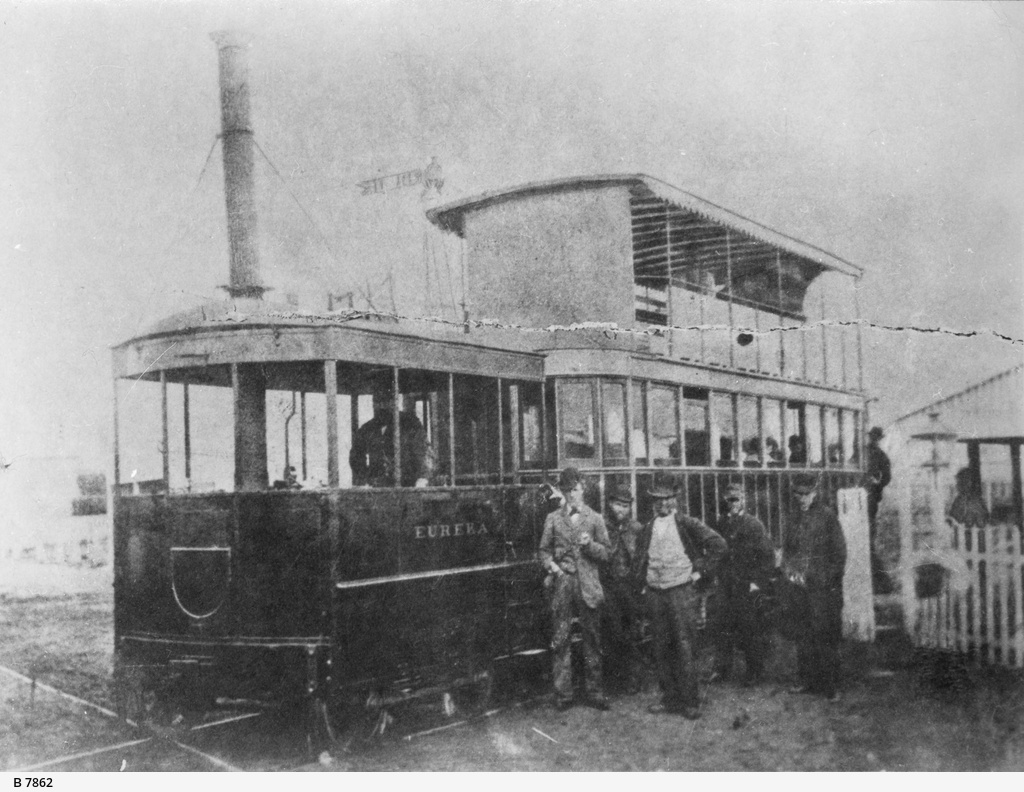
スチームトラムも使用されていた。

### 公営化・電化開業後
1927年に南オーストラリア鉄道が所有していたグレネルグ・トラム及び旧ホールドファスト・ベイ鉄道の路線の所有権は、南オーストラリア州の公共交通管理組織である地方都市路面信託（MTT, Municipal Tramways Trust）へと移管した。そして1929年4月2日をもって蒸気機関車による運行が終了し、1929年12月14日に1,435 mmの電化路線として再度開業した。その後、1958年11月22日にアデレード市内の路面電車網が全廃して以降はアデレード唯一の路面電車として残り、電化開業時に導入されたH形電車が長期に渡って使用された。
過去には小荷物や郵便輸送も行っていた他、1930年から1939年にかけてはモペットビル競走場へ向けての競走馬の輸送も実施していた。
なお、旧ホールドファスト・ベイ鉄道の路線についてはグレネルグ・トラムの電化開業と同時に廃止されている。

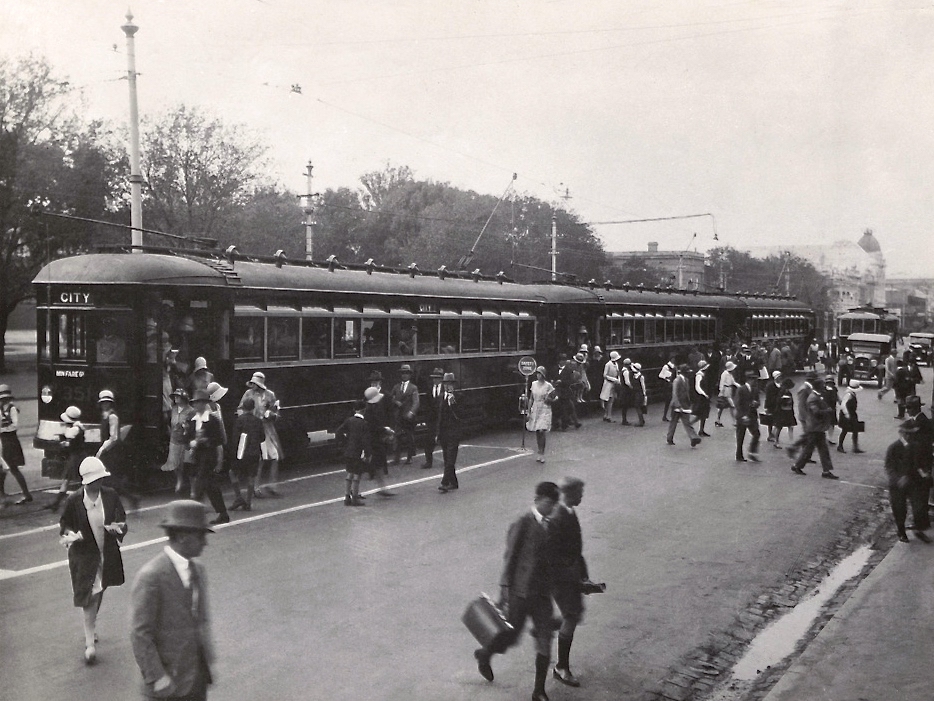
3両編成のH形電車（1930年撮影）

### 近代化・路線延長

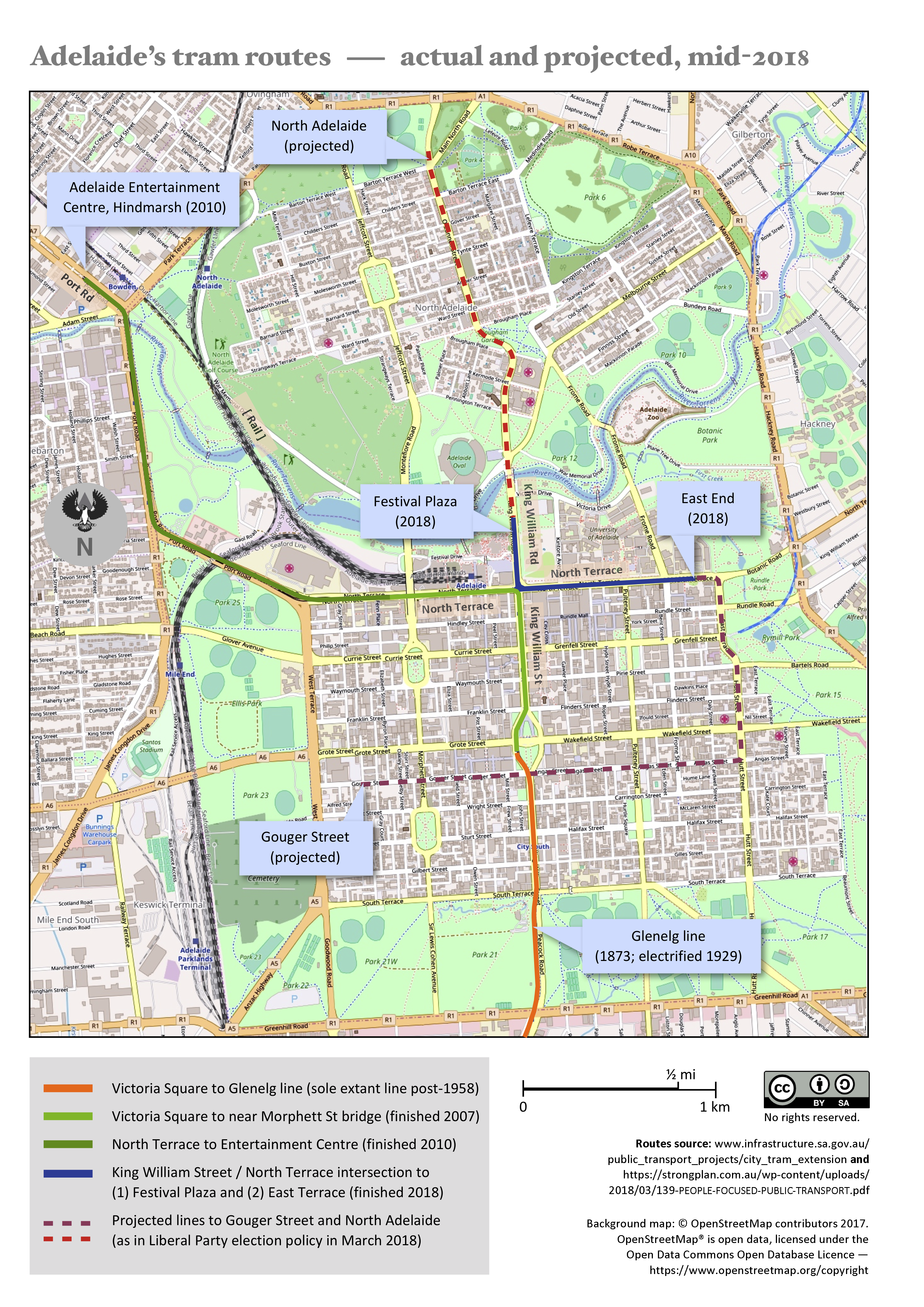
延伸後のアデレード市内の路線図

2003年5月、南オーストラリア州政府は5,600万オーストラリア・ドルをかけてグレネルグ・トラムの近代化および新車導入を実施する事を発表した。これに伴い、2005年6月5日から8月7日にかけてグレネルグ・トラム全線を運休する形で改装工事が実施され、超低床電車に併せた電停の嵩上げやコンクリート枕木への交換が行われた。また2006年からは初の超低床電車である100形（フレキシティ・クラシック）が営業運転を開始し、H形の大半が営業運転から撤退した。
そして2007年10月14日には電化開業後初の路線延伸が行われ、ビクトリア広場停留所(Victoria Square)からアデレード駅を経由し、シティ・ウエスト電停(City West)まで向かう併用軌道路線が開通した。更に2010年3月7日にはシティ・ウエスト～エンターティメント・センター電停間の路線が延伸開業した。
また、2016年には新たに市内区間に2つの支線を建設する計画が発表されたが、交差点の再開発や架線の故障などの影響で正式開業は計画よりも遅れており、2022年5月フェスティバル・プラザ方面は祝日のみの運行となっている。

## 運行
2018年1月現在、平日、土曜、日曜・祝日の3種類のダイヤが存在する。多くの列車はエンターティメント・センター電停(Adelaide Entertainment Centre)とモーズリー・スクエア電停(Moseley Square)の全線を走行するが、エンターティメント・センター方面の平日の一部列車、モーズリースクエア方面の午前中の一部列車は区間運転を実施している。なお、アデレードの市内区間であるエンターティメント・センター電停～サウステラス電停(South Terrace)間の運賃は無料である。

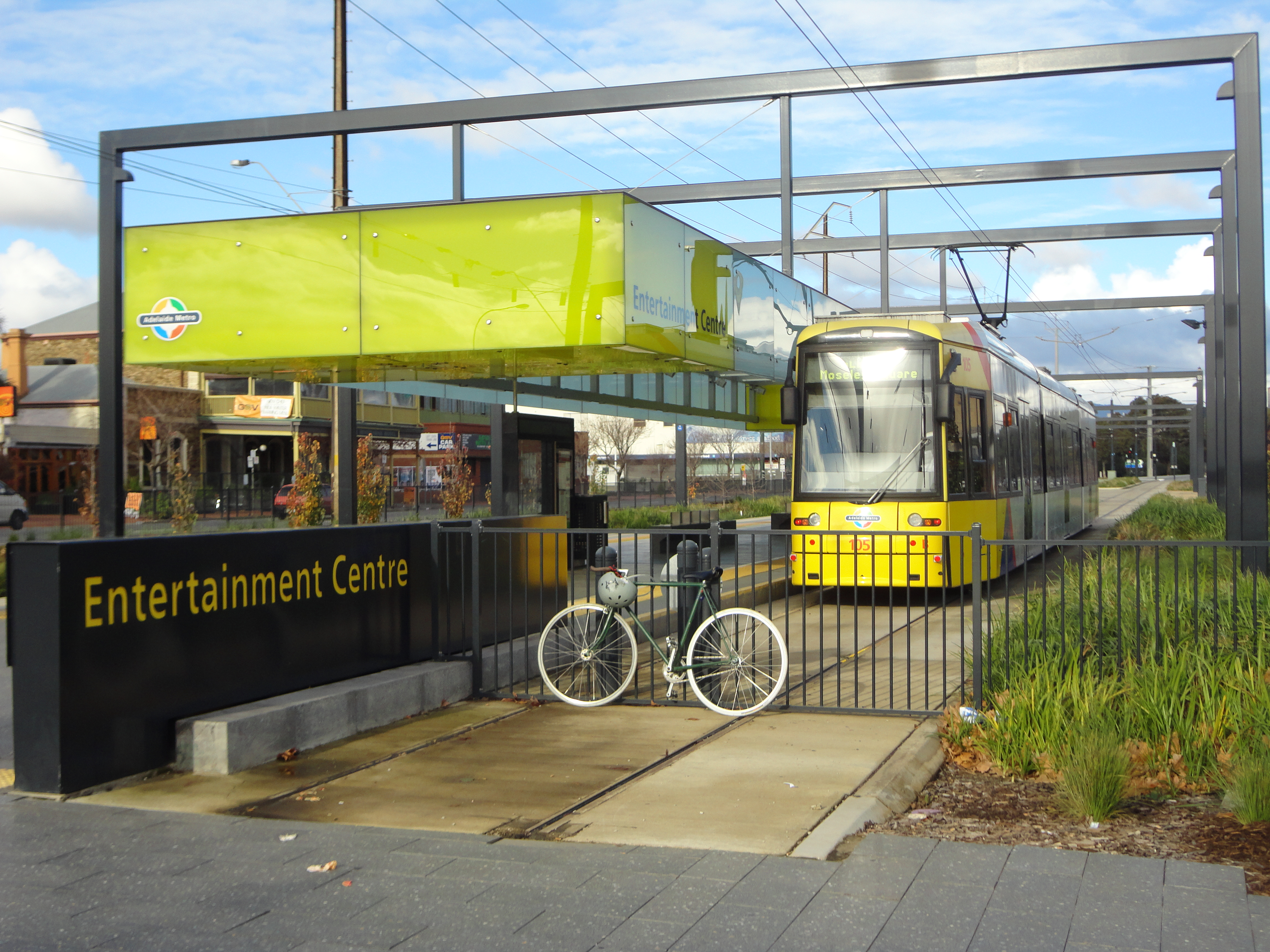
エンターティメント・センター電停
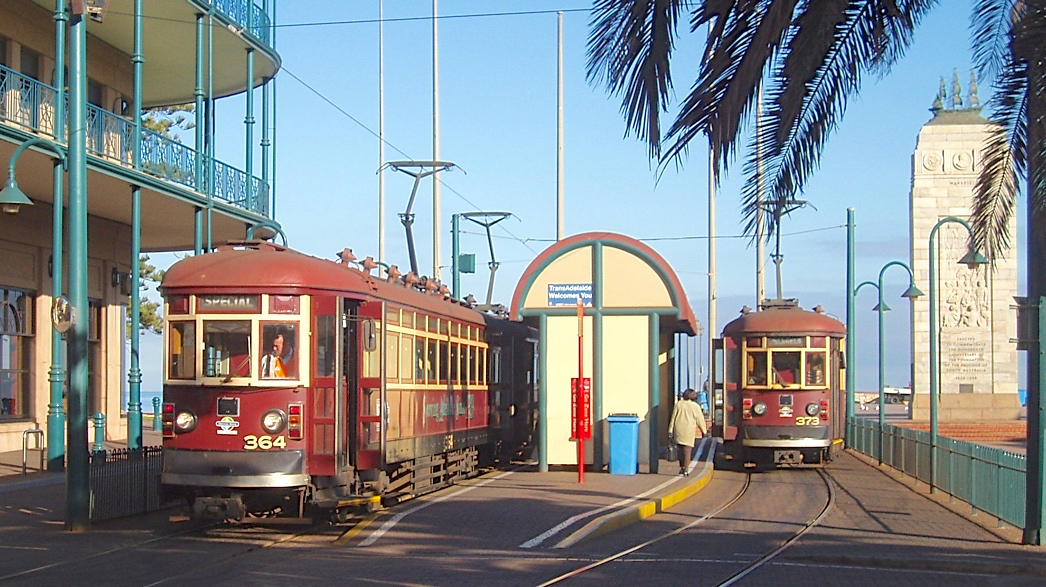
モーズリー・スクエア電停（改良前）

## 車両

### H形
1929年の電化開業に備えて製造された車両。インターアーバン路線であるグレネルグ・トラムでの使用に備え、全長17m級の長大車体を有していた他、連結器を備え混雑時などには連結運転も行っていた。車内は中央部で仕切られており、開業時は女性用の禁煙フロアと男性用の喫煙フロアに分離されていた。
電化開業時から21世紀まで75年以上に渡りグレネルグ・トラム唯一の形式として活躍し、1986年には集電装置をポールからシングルアームに変更した他、2000年にも5両が近代化改造を受けた。1990年には1両がレストランカーに改造されたものの定期運用が行われる事はなく、2005年に廃車され、博物館に譲渡された。なお1952年からは銀色を主体とし赤帯を配置した塗装に変更されたが、1971年以降登場当時の濃い赤色（タスカン・レッド）を主体とした塗装に戻されている。
100形（フレキシティ・クラシック）の導入によりほとんどの車両が2006年までに引退し、パースやメルボルン、ベンディゴ、シドニーなど各地の路面電車博物館への譲渡が行われた。近代化改造が行われた5両は以降も週末のみ使用されていたが、200形（シタディス302）の導入により2011年に3両が廃車され、2015年現在は2両が在籍する。

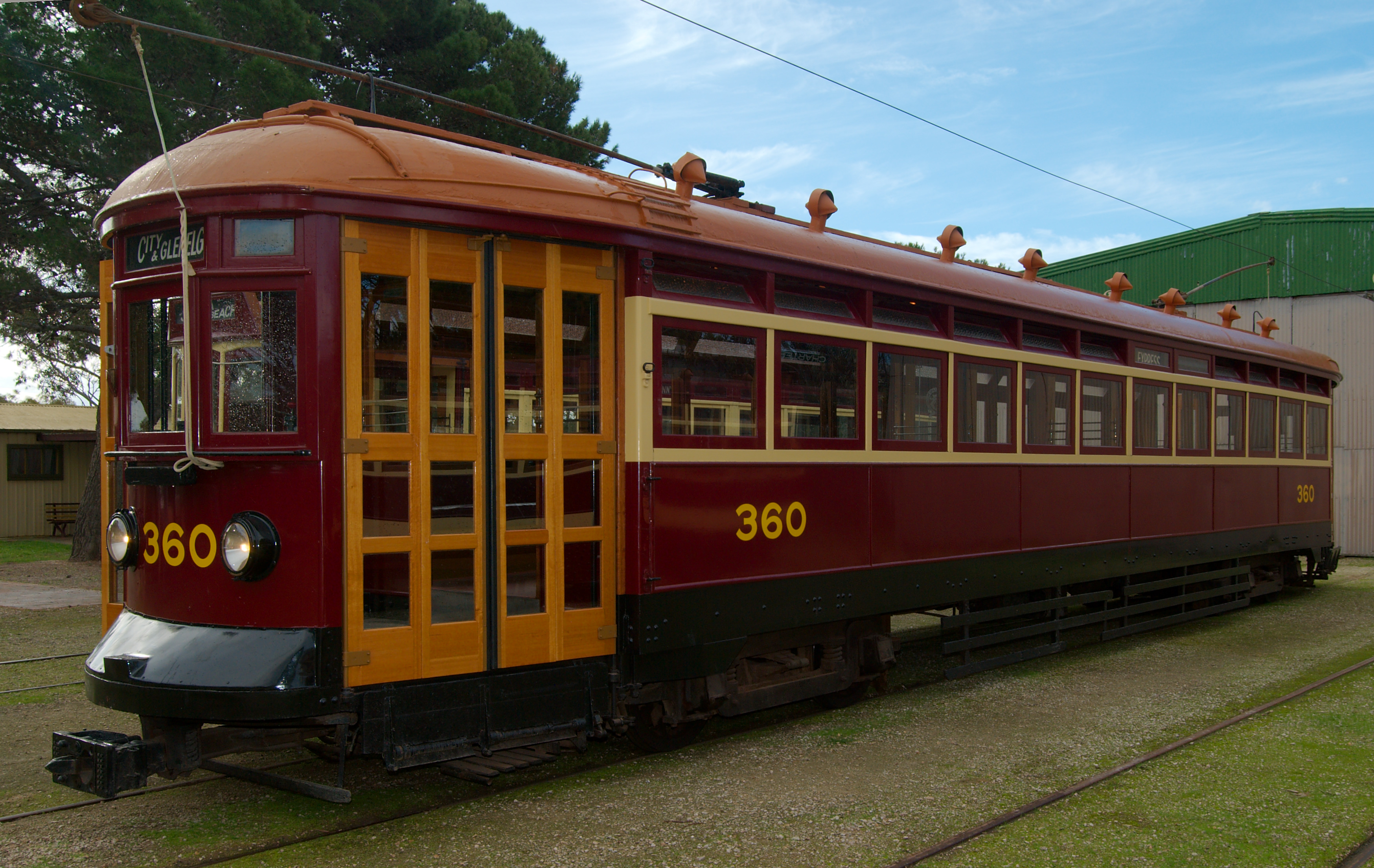
360号
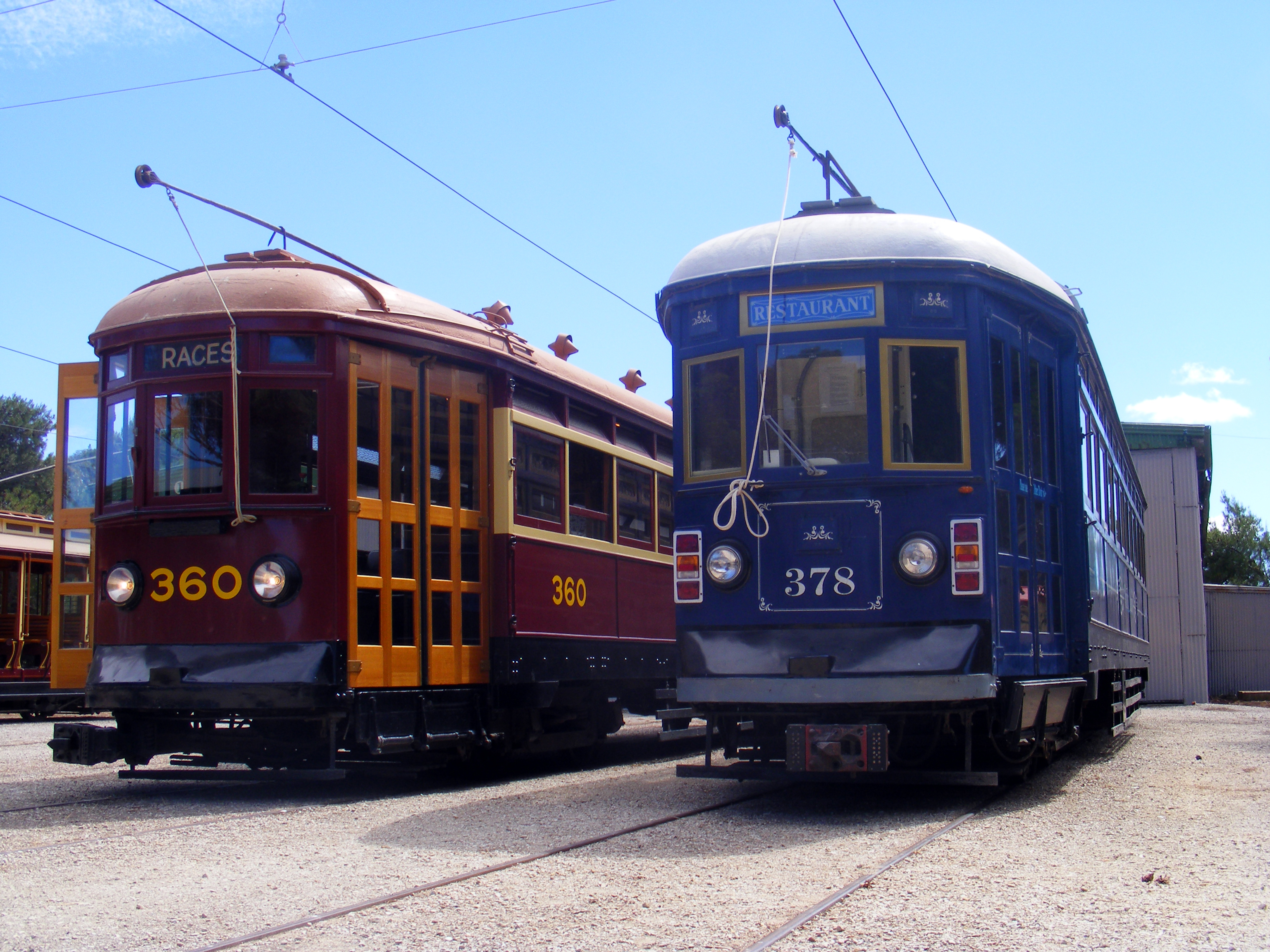
レストランカーに改造された378号（右）
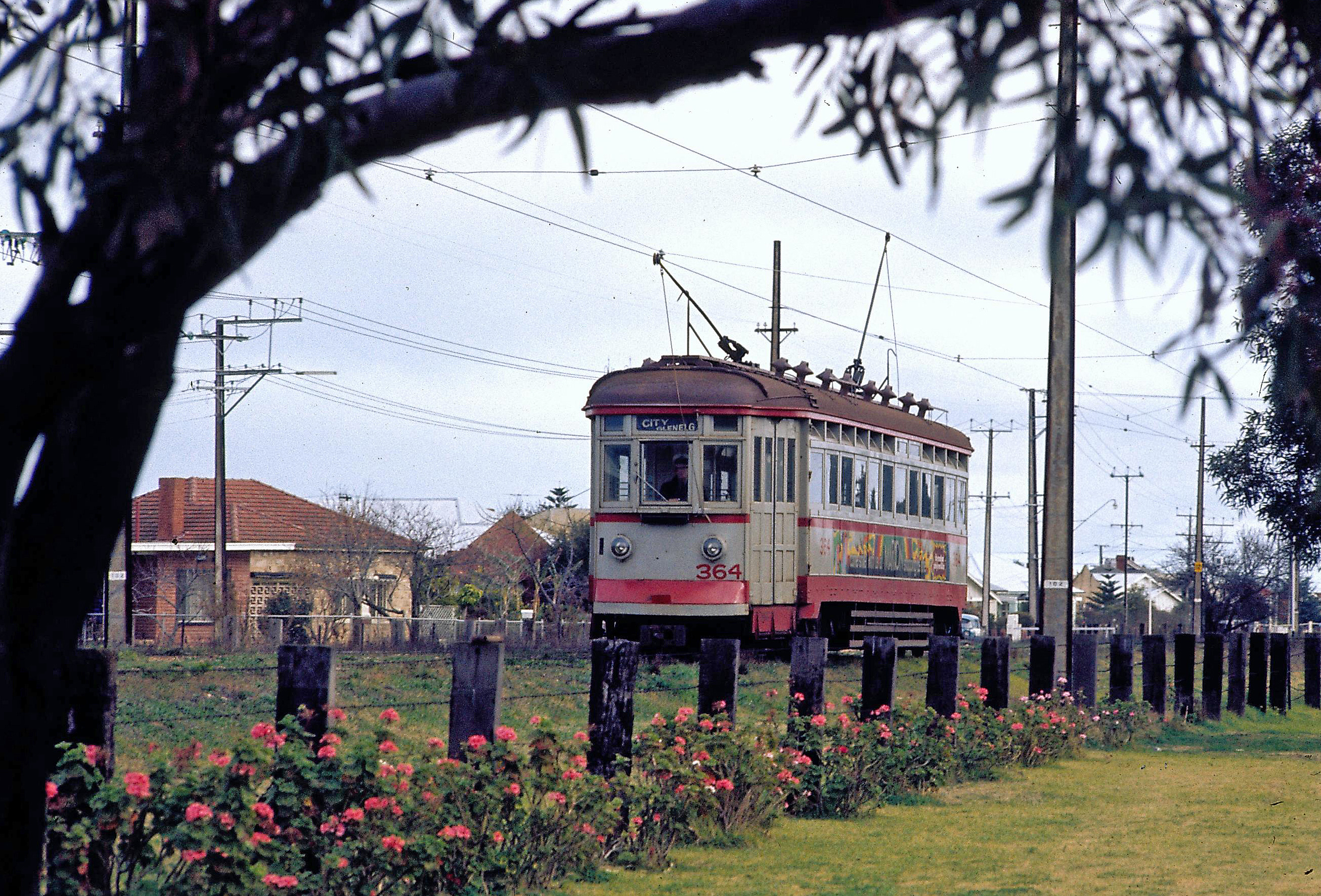
364号（旧塗装、1972年撮影）

### 100形（フレキシティ・クラシック）
グレネルグ・トラム近代化の一環として導入された3車体連接式の超低床電車。ボンバルディアが手掛ける超低床電車ブランドであるフレキシティのうち、ドイツのフランクフルト・アム・マイン市電に導入されたフレキシティ・クラシックを基に設計が行われている。動力部は従来のボギー台車を採用しており、走行時の安定性やメンテナンスの容易さに貢献している。
2005年11月に最初の編成がアデレードに到着した後、2006年1月9日から営業運転を開始し、2015年現在15編成（101～115）が導入されている。

### 200形（シタディス）
路線延長に伴う車両増備やH形置き換えのために導入された5車体連接式の超低床電車。アルストムが展開する超低床電車・シタディス302である。元はスペイン・マドリードのライトレール（メトロ・リヘーロ）に導入される予定であったが計画変更に伴い余剰となってしまい、グレネルグ・トラムに譲渡された経緯を持つ。
2009年5月に6編成（201～206）の譲渡契約が成立した他、2017年には路線延伸に伴う列車本数の増加に合わせて新たに3編成の譲渡が決定した。これらは2008年に製造されメトロ・リヘーロに導入されたものの、その後10年間使用されることなく車庫に保管されていた編成である。

## 外部サイト
- “アデレード・メトロの公式ページ”. 2018年9月24日閲覧。（英語）
- “公式Facebook”. 2018年9月24日閲覧。（英語）